# 薩馬納島
薩馬納島是巴哈馬的島嶼，位於大西洋海域，長16.2公里、寬3.5公里，面積45平方公里，有學者認為哥倫布在1492年10月12日踏足該島，現時島上無人居住。

## 外部連結
- Paleogeographic evaluation furthering the Samana Cay landfall theory （页面存档备份，存于）

23°05′N 73°45′W / 23.083°N 73.750°W